# Assassin's Creed IV: Black Flag
Assassin's Creed IV: Black Flag è un videogioco sviluppato da Ubisoft Montréal e pubblicato da Ubisoft. Si tratta del sesto capitolo principale della serie Assassin's Creed, seguito di Assassin's Creed III del 2012.
Il gioco è stato pubblicato per PlayStation 3 e Xbox 360 il 29 ottobre 2013 in tutto il mondo mentre su Wii U e Microsoft Windows è uscito il 19 novembre 2013 in America del Nord ed il 22 novembre 2013 in Europa. La versione per PlayStation 4 e Xbox One è stata pubblicata nel novembre 2013. Nel dicembre 2019 è stato rilasciato su Nintendo Switch come parte di Assassin's Creed: The Rebel Collection, unitamente ad Assassin's Creed: Rogue.
Il gioco ha ricevuto il plauso della critica ed è stato uno dei più venduti del 2013, con oltre 15 milioni di copie vendute al 2020. Ha ottenuto numerosi premi e nomination, tra cui la vittoria agli Spike Video Game Awards del 2013 per il miglior gioco d'azione e avventura.

## Trama
Edward James Kenway è un ex corsaro della marina britannica che ha deciso di trasferirsi nei Caraibi in cerca di fortuna e avventura, abbandonando la moglie Caroline Scott in Galles e promettendole che sarebbe tornato dopo 2 anni.
Nell'estate del 1715, Edward guida il brigantino pirata Jacobite in uno scontro a fuoco contro l'HMS Intrigue, una fregata inglese. L’uomo abbatte la flotta nemica, ma naufraga sulla spiaggia di Capo Bonavista quando la polveriera della Jacobite esplode. L'individuo che guidava la flotta nemica gli chiede di farlo arrivare all'Avana, cercando di corromperlo, per poi puntare una pistola contro Edward e fuggire nella giungla, venendo successivamente raggiunto e ucciso da Edward stesso, il quale gli ruba lettera da parte del governatore Cubano Laureano Torres y Alala. Gli ruba anche gli abiti poiché nella lettera sopra citata vi era scritto che Torres non lo ha mai incontrato. Scoprendo quindi nella lettera che l'uomo che ha ucciso è Duncan Walpole e che ha tradito gli Assassini.
Edward fa subito amicizia col mercante inglese Stede Bonnet, il quale, dopo essere stato salvato da Edward stesso da alcuni soldati inglesi, che lo avevano scambiato per un pirata, gli offre la sua nave per partire assieme alla volta dell'Avana.
Arrivati nella capitale di Cuba, Edward raggiunge Torres e gli altri Templari, aiutandoli a interrogare un uomo chiamato "il Saggio", per poi scoprire la posizione dell'Osservatorio: luogo costruito dai Precursori e dal quale è possibile spiare chiunque con una goccia di sangue di un Saggio. Edward strappa l’uomo dalle grinfie degli Assassini, anche se quest’ultimo non sembra interessato a collaborare con i membri di nessuna delle due fazioni. Dopo aver recuperato il Saggio, Edward riceve 1.000 real come ricompensa; tuttavia, rimasto insoddisfatto, Edward va a cercare Roberts da solo e si addentra nella piantagione per poi venire scoperto e ferito da El Tiburón, la guardia personale del corpo di Torres.
Nell'anno 2013, un impiegato dell'Abstergo Entertainment conosce l'impiegata Melanie Lemay e il capo Olivier Garneau, facendo anche amicizia con il corriere Rebecca e con il barista Shaun, visti nei precedenti capitoli. In seguito, viene convocato da Olivier Garneu nel suo ufficio; l'uomo chiede all'impiegato di concentrare le sue ricerche sull'Osservatorio, come gli è stato chiesto di riferirgli dai dirigenti di Abstergo Industries. Subito dopo, viene contattato da John, il quale gli chiede, con una scusa, di violare l'Animus di un collega e di consegnare i file ottenuti ad un corriere presente nell'atrio. Dopo averlo fatto, l'impiegato rientra nell'Animus.
Venendo catturato e deportato sul vascello principale di una flotta spagnola, Edward raduna una ciurma grazie all'aiuto dell'ex schiavo nato a Trinidad, Adéwalé, con cui in seguito instaura un rapporto di amicizia. Dopo essersi impossessato di una nave, che chiamerà Jackdaw, Edward viene a conoscenza dell'esistenza dell'Ordine degli Assassini grazie all'amico James Kidd, collega di Kenway, Edward Tatch (Barbanera), Benjamin Hornigold, 'Calico' Jack Rackham e Charles Vane. Dopo essere venuto a conoscenza dell'Ordine degli Assassini, Edward si reca a Tulum (Yucatán, Messico), dove conosce Ah Tabai e dove libera il posto dai soldati inglesi, venendo successivamente assolto dal mentore per aver ucciso degli Assassini all'Avana.
Edward inizia a dare la caccia agli agenti templari di Torres, cominciando da Julien DuCasse, un templare francese assassinato a Great Inagua. L’uomo procede la propria missione cercando il nuovo governatore, Woodes Rogers, il quale ha deciso di concedere ai pirati catturati la scelta di chiedere perdono e tornare in patria in uno stato di povertà, al posto di finire appesi alla forca. Nel frattempo, Edward assassina il commodoro Chamberlane, cura gli abitanti di Nassau con delle medicine reperite dai soldati spagnoli a Charles Town e sotto i fondali marini, poi viene tradito da Rakham, che cerca di vendere Adéwalé agli schiavisti di Kingston per poi abbandonare Edward con Vane, abbattuto nell'Isla Providencia. Infine, Edward uccide lo schiavista olandese, Lawrence Prince.
Nel frattempo, nel 2013, John chiede un altro favore al nuovo impiegato di Abstergo Entertainment: violare la telecamera di sicurezza dell'ufficio di Olivier per spiare un incontro tra l'uomo, Melanie e Laetitia England. L'impiegato, minacciato dal tecnico dell'IT di denunciare le sue attività illecite della settimana appena trascorsa, viola il computer di Olivier e ruba dei file riservati, scoprendo che l'Abstergo è la società di facciata dell'odierno Ordine dei Templari. Dopo la scoperta, l'impiegato ritorna nell'Animus.
Essendo venuto a conoscenza che Barbanera ha intenzione di attaccare un vascello inglese da solo, Edward corre in suo aiuto, ma non riesce ad evitare la morte dell'amico, ucciso da un soldato inglese durante un abbordaggio. Edward si allea con Roberts a Príncipe (Africa), liberando il territorio dai soldati portoghesi e assassinando Hornigold, unitosi ai Templari. Dopo aver trovato l'Osservatorio, Edward ne contempla il funzionamento e viene tradito da Roberts, che lo fa deportare nella prigione di Kingston; tuttavia, Edward riesce a fuggire con l'aiuto di Ah Tabai, ma Mary Read, la vera James Kidd, muore. Adéwalé si unisce agli Assassini ed Edward sceglie Anne Bonny come nuovo quartiermastro. Alla fine, Edward riesce a uccidere Rogers a Kingston, spacciandosi per un diplomatico italiano e, successivamente, insegue e abborda la nave di Roberts, che uccide nelle coste di Príncipe.
Nel 2013, l'impiegato è stato inconsapevolmente trasferito in un bunker sotterraneo, dove verrà tenuto prigioniero fino a che non si riuscirà a comprendere chi sia il responsabile delle violazioni nei sistemi di sicurezza nelle settimane precedenti. Facendo finta di volerlo aiutare a cancellare le prove che potrebbero portare i dirigenti a capire chi è il colpevole, John tenta, invano, di fare in modo che Giunone, vista nei precedenti capitoli, prenda possesso del corpo dell'impiegato che, scosso dalla vicenda, torna successivamente nell'Animus.
Edward progetta di uccidere Torres e si reca all'Avana, al momento messa in coprifuoco a causa sua, dove chiede all'amica Rhona Dismore di tenere il teschio e il cubo per attivare l'Osservatorio. Edward segue poi El Tiburón fino alla fortezza spagnola locale, per assassinare Torres; tuttavia, Edward riesce a uccidere solo il sosia del Templare, ma ne approfitta anche per assassinare la sua guardia del corpo. A questo punto, Edward rintraccia e va a prendere Torres, uccidendolo all'Osservatorio.
Nel 2013, John fa uscire l'impiegato dall'Animus e si mostra per la prima volta: col volto identico al pirata Bartholomew Roberts, John rivela di essere uno dei Saggi ed anche marito di Giunone. Immediatamente dopo, l’uomo inietta un liquido nel corpo dell'impiegato, per indebolirlo abbastanza da permettere alla moglie di prendere possesso del suo corpo; tuttavia, l'impiegato viene salvato dalle guardie di sicurezza, che uccidono John dopo aver fatto irruzione nel bunker sotterraneo. Assistito dai medici dell'Abstergo, l'impiegato viene reintegrato nel suo posto di lavoro e ringraziato per il suo aiuto involontario da Shaun e Rebecca, membri dell'Ordine degli Assassini, che gli chiedono di continuare a collaborare con loro. L'impiegato decide allora di tornare nell'Animus.
Edward si reca a Great Inagua e vede la figlia avuta con Caroline Scott per la prima volta, decidendo poi di andare a vivere in Inghilterra con lei. Nella scena dopo i titoli di coda, si vedono Edward e la figlia ormai cresciuta in compagnia del secondo figlio di Edward,Haytham Kenway (avuto da una donna ignota, nonché futuro padre dell’assassino Connor Ratonhnhaké: ton Kenway) Haytham tuttavia, in futuro si unirà ai Templari, e lo vedremo per la prima volta in azione nello stesso teatro dove inizia Assassin's Creed III.

## Modalità di gioco

### Ambientazione

#### Navale
Le numerose ambientazioni del gioco sono collegate dal mare che rappresenta il principale campo di gioco. Il mare caraibico è percorso, oltre che dalla Jackdaw, da numerose altre navi sia mercantili o militari, spagnole o inglesi che in taluni casi si scontreranno tra loro dando comunque l'opportunità di inserirsi in un conflitto già iniziato e distruggere le navi già danneggiate. Oltre che affondare subito le navi avversarie, è possibile abbordarle dopo averle rese inoffensive. Con un numero adeguato di membri della ciurma e (dopo aver migliorato le proprie abilità) è facile uccidere quella nemica ed eseguire alcune operazioni indispensabili per affondare una nave - come ucciderne i generali o distruggere la bandiera che batteva. In tal modo si potrà derubare tutto il trasporto e riparare la Jackdaw o arruolare della ciurma, necessaria per i successivi abbordaggi. Le merci derubabili sono: rum, zucchero, tessuto, legno e metallo. Rum e zucchero possono essere venduti ricavando molti real mentre gli altri materiali sono necessari per potenziare la Jackdaw, ad esempio fabbricando potenziamenti per i cannoni o nuove vele. Le navi che solcano i mari si dividono in vari tipi a seconda della grandezza e dell'armamento e per questo ogni tipologia ha un differente range o livello (è comunque possibile imbattersi in navi che, sebbene di classe inferiore, hanno un livello più alto del proprio gruppo di appartenenza o addirittura più elevato di navi facenti parte della classe superiore): la Goletta, il Vascello, la Cannoniera, la Fregata ed il Brigantino.
Se si affonda una nave dietro l'altra, cresce la notorietà si viene ricercati da navi di cacciatori di pirati, non particolarmente potenti ma fastidiose poiché possono attaccare durante un altro scontro. Inoltre più la notorietà cresce più saranno le navi cacciatrici che ti inseguiranno. La mappa di gioco è divisa in varie aree controllate da un rispettivo e omonimo forte navale. Conquistato il forte navale si sbloccheranno i luoghi contenuti in quell'area. Le aree si dividono tra: facili (Dry Tortuga, Eleuthera, Gibara), che si trovano nel nord della mappa; medie (Cottonyor, Castillo de Juagua, Cruz, Punta Guanaico, Navassa), nel centro-sud; e difficili (Charlotte, Serravilla, Chinchorro), nel sud. Nelle regioni facili ci saranno forti navali semplici da espugnare e le navi che vi transiteranno saranno per di più cannoniere e golette con qualche brigantino. Nelle zone medie ci saranno forti navali ben guarniti e vi transiteranno anche le fregate mentre nelle zone difficili i forti sono quasi inespugnabili e vi saranno molti vascelli.
Quando la nave del giocatore sarà abbastanza potente si potranno affrontare le 5 Navi Leggendarie, ognuna affrontabile in uno dei 4 scontri (due sono insieme). Ognuna di loro ha una strategia diversa per batterti e quindi devi usarne una diversa per tutte.
Attraverso il mare si possono raggiungere piccole isole disabitate non raggiungibili tramite in viaggi rapidi (Edward infatti può in qualsiasi momento, ad eccezione che in combattimento o durante una tempesta, lasciare il timone della nave e tuffarsi in acqua per raggiungere la terraferma) oppure raggiungere i relitti delle navi e calarsi con la campana subacquea e nuotare sul fondo dell'oceano alla ricerca di tesori e segreti. Inoltre è possibile raggiungere animali marini come orche, squali o balene e, scesi su una barca, arpionarli ed ucciderli. Con le loro pelli si possono fabbricare dei potenziamenti per Edward come corazze o borse per armi e munizioni oltre che armi stesse oppure venderle.
Durante i viaggi per mare inoltre si incontreranno dei naufraghi da salvare per incrementare la ciurma o delle merci perse dal carico di altre navi da recuperare.

#### Terrestre
Le numerose ambientazioni del gioco sono raggiungibili via mare e una volta fatto ciò le si può raggiungere con i viaggi rapidi (ci si può spostare con i viaggi rapidi istantaneamente in qualsiasi località precedentemente esplorata tranne durante un combattimento o in altre rare occasioni). Le location terrestri passano dai caotici centri urbani come l'Avana o Kingston, alle isole inesplorate con foreste e rovine maya. La mappa è inoltre piena di piccoli villaggi di pescatori. In tutti questi luoghi è possibile seguire numerose missioni (vedi: missioni secondarie) oppure trovare membri per la ciurma (ad esempio aiutando pirati in difficoltà o salvando naufraghi) o cacciare: vi è infatti una fauna molto varia, e talvolta molto pericolosa, dalle cui pelli si possono fabbricare potenziamenti e armi. Le location variano da ambienti cittadini (Nassau, L'Avana e Kingston) ad ambienti naturali (Long Bay, Capo Bonavista, Isla Provindecia, Príncipe, Great Inagua, Cayman, Misteriosa, Abaco Island, Pinos Isle, Salt Lagoon, Santanillas, Baia di Cumberland, Mariguana Island, Florida) e piccoli villaggi di pescatori (Grand Cayman, Arroyos, Salt Key Bank, Crooked Island) o paesaggi ricchi di reperti, resti e rovine maya e azteche (Tulum) e caverne dove operano i contrabbandieri - oltre a forti navali da conquistare ed ambienti marini da esplorare.

### Multigiocatore
La modalità multiplayer permette di giocare, in tempo reale, con altri giocatori dal resto del mondo. Tale modalità offre un grande quantitativo di mappe e di personaggi, che variano per caratteristiche fisiche, provenienza e armi. Se non si dispone della modalità on-line dalla piattaforma dalla quale si sta giocando, sarà possibile avere accesso ad una "modalità limitata", a causa della quale, appunto, non sarà possibile giocare al massimo.

## Personaggi

### Assassini
- Edward Kenway: nato in Galles nel 1693, dopo una vita in povertà, conosce Caroline Scott che sposa. Ma Edward, sempre più travolto dai suoi sogni di gloria e ricchezza, parte per le Indie Occidentali. Qui diventa prima corsaro, nella guerra di successione Spagnola e poi come pirata. In seguito si avvicinerà ai Templari, di cui però non ne condividerà l'ideologia. Incontrerà gli Assassini grazie a Mary Read e dopo qualche incomprensione iniziale e varie peripezie si unirà alla confraternita e aiuterà sia nei Caraibi che in Inghilterra. Ha un carattere orgoglioso e testardo ed è biondo con gli occhi azzurri.
- Adéwalé: ex schiavo, dopo aver ucciso il proprietario della piantagione in cui lavorava, viene imprigionato in un brigantino spagnolo insieme a Edward, che lo aiuterà a scappare. Successivamente diventerà il quartiermastro della Jackdaw. Prenderà parte al credo degli Assassini. Dieci anni dopo le vicende narrate nella storia principale di Assassin's Creed IV: Black Flag, naufragherà e vivrà un'avventura raccontata nell'episodio Freedom Cry.
- Mary Read: presentato all'inizio come James Kidd, il figlio illegittimo di William Kidd, si scoprirà in seguito che è una donna di nome Mary Read, che divenne celebre assieme ad Anne Bonny per aver razziato molti vascelli nemici. Fa parte degli Assassini, incita ed invita Edward ad entrarci. Diede alla luce in prigione il figlio che aspettava da un marinaio sconosciuto della sua nave, ma morì poco dopo in seguito alle complicazioni del parto.
- Ah Tabai: capo degli Assassini a Tulum. Donerà a Edward il dardo da corda. Molto forte e carismatico, noterà subito il talento di Edward ma ne disprezzerà i modi e soprattutto il suo iniziale egoismo, poiché per soldi ha venduto delle mappe ai Templari dove sono indicati alcuni luoghi in cui si nascondono degli Assassini. Col prosieguo della storia e con Edward che entrerà nella confraternita, facendosi perdonare i passati errori, Ah Tabai cambierà il suo giudizio sul pirata gallese. Uno dei suoi ultimi allievi sarà Achille Davenport.

### Templari
- Laureano Torres: è il gran maestro Templare interessato all'Osservatorio. Sarà l'ultima vittima di Edward, che lo ucciderà all'interno dell'Osservatorio.
- Woodes Rogers: è un cacciatore di pirati delle Indie occidentali, servitore del re britannico, Templare e principale alleato di Torres. Separato da sua moglie. Verrà ferito gravemente da Edward in incognito a Kingston, travestito da diplomatico. Si rifugerà in seguito in Inghilterra senza onore e soldi.
- Benjamin Hornigold: fondatore di Nassau insieme a Barbanera, diventerà alleato dei Templari, in particolare di Woodes Rogers, da cui verrà incaricato di dare la caccia ai pirati. Verrà ucciso da Edward in alcune rovine maya dopo un inseguimento navale.
- Julien DuCasse: un Templare francese esperto d'armi. Verrà ucciso da Edward sulla sua nave. Il suo covo diverrà quello di Kenway ed al suo interno vi si trova anche l'armatura dei Templari con l'abilità di ridurre il danno dei proiettili in arrivo.
- Duncan Walpole: ex assassino che lascia la confraternita per lavorare con Torres e consegnargli la chiave per entrare nell'Osservatorio. Non riuscirà nella consegna, tuttavia, perché verrà ucciso a Capo de Bonavista da Edward, che per un breve tempo prenderà la sua identità. Durante il breve periodo in cui Edward sfrutta l'identità di Walpole, in un dialogo con Torres si verrà a conoscenza che Duncan aveva giurato di uccidere Ah Tabai. Tuttavia Walpole non è mai riuscito in tale impresa.

### Altri
- 'Calico' Jack Rackham: un pirata col vizio di bere e che metterà incinta Anne Bonny. Darà la caccia ad Edward e Charles Vane. Verso la fine dell'avventura di Edward nelle Indie Occidentali, verrà imprigionato a Kingston. Muore impiccato.
- Bartholomew 'Black Bart' Roberts: presentato come il Saggio, l'uomo che sa come raggiungere l'Osservatorio, è per questo braccato dai Templari. Edward entrerà più volte in contatto con lui, scoprendo che solo Roberts sa come raggiungere l'Osservatorio in quanto nato con quel ricordo e reincarnazione dello spirito di Aita, il marito di Giunone. Aiuterà Edward a entrare nell'Osservatorio, per poi tradirlo e tenersi il bottino. Verrà ucciso da Edward durante un abbordaggio. Nel mondo reale si reincarna in John, tecnico dell'Abstergo e hacker, venendo ucciso dalle guardie dell'Abstergo.
- Anne Bonny: presentata come cameriera in una taverna di Nassau, Anne si dà poi alla pirateria con Mary Read e Calico Jack, da cui poi aspetterà un figlio. Il figlio morirà subito dopo il parto. Scampata all'impiccagione, trova rifugio a Tulum, covo degli Assassini, diventando in seguito il quartiermastro della Jackdaw.
- Charles Vane: un infame pirata, alleato di Barbanera. Non si concede al Templare Woodes Rogers e aiuterà Edward a scappare da Nassau. Naufragato su un'isola insieme ad Edward a causa del tradimento di Jack Rackham, verrà stordito dallo stesso Edward a causa della sua pazzia, consentendogli di fuggire a bordo di una nave mercantile rubata. Lo rincontrerà in prigione in stato di pazzia.
- Edward 'Barbanera' Thatch: "capo di Nassau" e mentore piratesco di Edward. È il capitano della Queen Anne's Revenge e aiuterà Stede Bonnet a diventare un vero pirata. Morirà a causa delle giubbe rosse durante un abbordaggio.
- Stede Bonnet: mercante inglese, verrà catturato dalle giubbe rosse che lo scambiano per un pirata. Salvato da Edward, lo accompagnerà a L'Avana e il loro rapporto d'amicizia crescerà. Edward lo rincontra sulla Queen Anne's Revenge come allievo di Barbanera ma esprime qualche dubbio sulla pirateria. Durante l'assedio di Charles-Towne, Bonnet prende una goletta e comincia una carriera personale e ringrazia Edward dicendo che la sua amicizia è stato il tesoro più prezioso che ha trovato nelle Indie Occidentali.

## Doppiaggio
Di seguito sono riportati i doppiatori che hanno prestato la voce ai principali personaggi del videogioco:
| Nome personaggio          | Doppiatore originale | Doppiatore italiano |
| ------------------------- | -------------------- | ------------------- |
| Edward Kenway             | Matt Ryan            | Alessandro Capra    |
| Adéwalé                   | Tristan D. Lalla     | Matteo Brusamonti   |
| Mary Read (James Kidd)    | Olivia Morgan        | Cristina Giolitti   |
| Edward "Barbanera" Thatch | Mark Bonnar          | Francesco Pannofino |
| Shaun Hastings            | Danny Wallace        | Matteo Zanotti      |
| Rebecca Crane             | Eliza Schneider      | Jenny De Cesarei    |

## Sviluppo

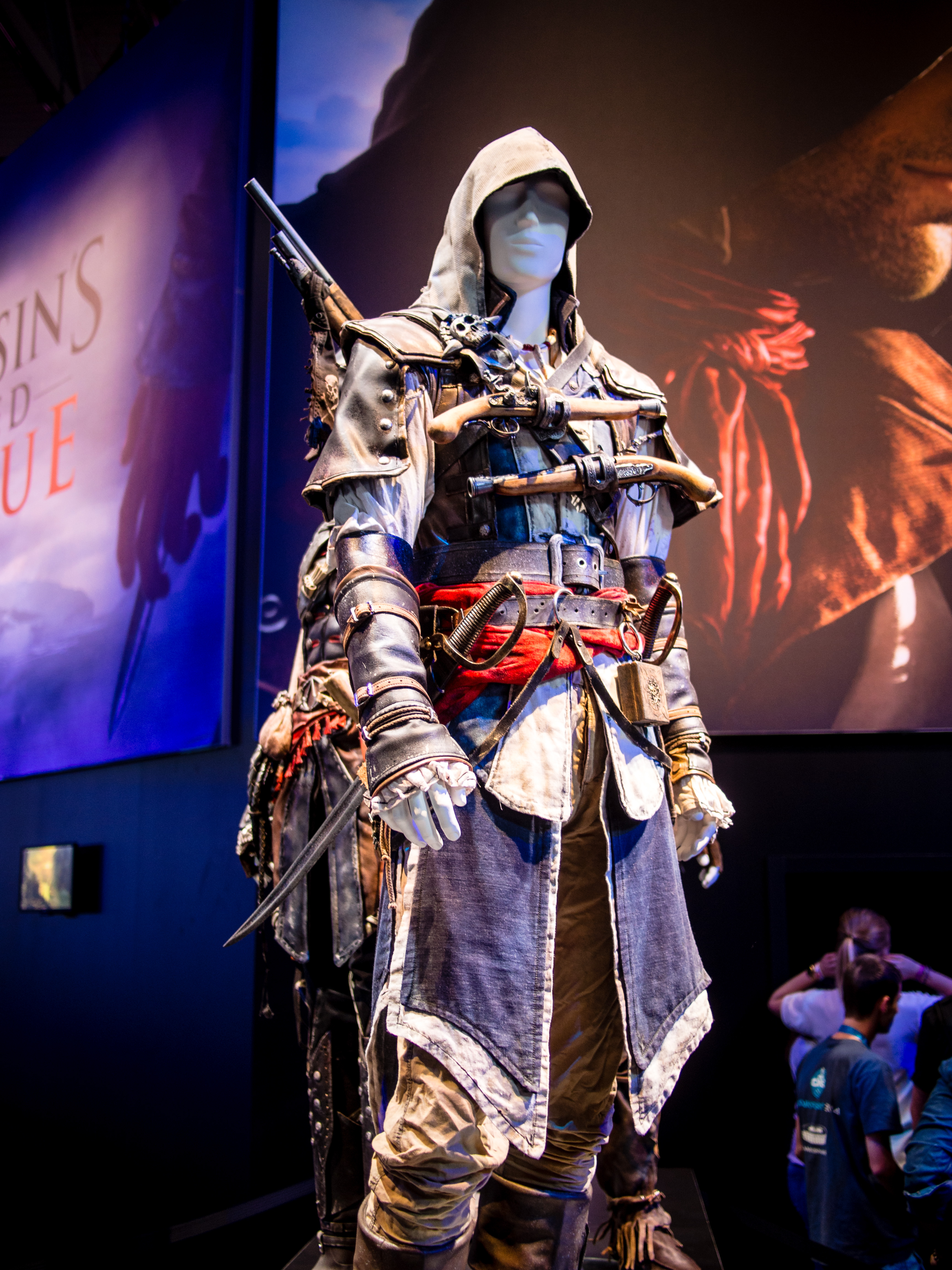
Il costume di Edward Kenway al Gamescom del 2014.

All'inizio di febbraio 2013, durante la riunione finanziaria trimestrale agli investitori, il CEO di Ubisoft Yves Guillemot ha confermato che il prossimo gioco di Assassin's Creed, che uscirà qualche tempo prima dell'aprile 2014, presenterà un eroe, periodo di tempo e team di sviluppo del tutto nuovi. Il 28 febbraio 2013 Ubisoft ha pubblicato la prima immagine promozionale e la copertina per il prossimo gioco di Assassin's Creed, a seguito di materiale di marketing trapelato giorni prima. Ha annunciato che il titolo del gioco sarebbe stato Assassin's Creed IV: Black Flag e che avrebbe presentato un personaggio senza nome che impugnava una pistola a pietra focaia e una spada, con una bandiera nera sullo sfondo con un teschio all'interno del simbolo dell'Assassino. Un problema tecnico riportato sul sito web ufficiale di Assassin's Creed IV ha lasciato intendere che il gioco uscirà sulle console di nuova generazione e il 29 ottobre come data di uscita, che è stata confermata dal primo trailer del gioco, pubblicato il 4 marzo 2013 (originariamente trapelato il 2 marzo 2013, ma è stato rapidamente ritirato da Ubisoft).
Assassin's Creed IV: Black Flag è stato annunciato con un trailer cinematografico il 4 marzo 2013. Lo sviluppo è iniziato a metà del 2011 presso Ubisoft Montreal da un team separato da quello di Assassin's Creed III, con ulteriore lavoro svolto dagli studi Ubisoft di Annecy, Bucarest, Kiev, Milano, Montpellier, Singapore e Sofia.
Il lead content manager Carsten Myhill ha sottolineato il fatto che il sequel avrebbe dovuto essere uno spin-off allo stesso modo di Assassin's Creed: Brotherhood o Assassin's Creed: Revelations, date le apparenti somiglianze con Assassin's Creed III. Ha dichiarato: "L'intera sensazione del gioco è completamente fresca e nuova. Sarà molto diverso da Assassin's Creed III. Penso che valga completamente il titolo di Assassin's Creed IV, non solo per il nuovo nome e l'impostazione, ma anche per l'atteggiamento e il tono dell'esperienza". Assassin's Creed IV è il primo titolo numerato della serie principale a contenere un sottotitolo, una decisione che, secondo Carsten Myhill, è stata presa per distinguere chiaramente il tema dei pirati dal resto del franchise.
Utilizzando AnvilNext, il team di sviluppo è in grado di lavorare con un motore sia per la versione next-gen che per quella current-gen del gioco, poiché il motore AnvilNext è stato progettato pensando alle funzionalità next-gen, pur lavorando anche l'attuale generazione. Inoltre, ogni sistema avrà le proprie complessità e set di funzionalità, con il supporto per i diversi controller e l'utilizzo di funzionalità specifiche per ciascuna console. La versione PC supporta TXAA di Nvidia.

## Colonna sonora
La colonna sonora è stata composta da Brian Tyler. È stata pubblicata tramite download iTunes il 14 ottobre 2013.

## Edizioni limitate
Le limited edition pubblicate in Europa sono: Black Chest Edition, Bucaneer Edition, Skull Edition e Special Edition.

## Accoglienza

### Vendite
A maggio 2014 il titolo ha venduto 11 milioni di copie digitali e retail in tutto il mondo. Al 2020, Assassin’s Creed IV: Black Flag ha venduto oltre 15 milioni di copie in tutto il mondo.

## Contenuti scaricabili

### Freedom Cry
Freedom Cry (lett. "Grido di libertà") è il nome del primo DLC del gioco, disponibile dal 17 dicembre 2013 su PSN e Xbox Live, e il 19 dicembre 2013 su PC. Inizialmente, si trattava di un semplice DLC di Assassin's Creed IV: Black Flag; tuttavia, in seguito, è diventato un gioco a sé stante, dal momento che è scaricabile anche senza aver acquistato il gioco standard - come affermato da Ubisoft stessa.
Il protagonista del gioco è l'Assassino: Adéwalé - il quale ricopriva un ruolo secondario nel precedente capitolo, in quanto quartiermastro del capitano pirata-Assassino: Edward Kenway (per buona parte del gioco) -, le cui vicende si ambientano nel 1735 (20 anni dopo l'inizio del predecessore).

#### Trama
Adéwalé è un ex schiavo nero, sfruttato in piantagioni di canna da zucchero dai colonizzatori inglesi a Trinidad. Dopo gli eventi di Assassin's Creed IV: Black Flag, Adéwalé si è unito agli Assassini dei Caraibi, abbandonando la vita da pirata e salutando il suo vecchio amico e capitano: Edward James Kenway. Il gioco inizia con Adé che sta navigando per le acque di Santo Domingo (Repubblica Domimicana). Dopo aver abbattuto una flotta di navi templari ed averne ucciso l'ammiraglio, recupera - da quest'ultimo - un pacco templare contenente uno scrigno dei Precursori, grazie al quale viene a conoscenza della posizione di Bastian Josèph: un individuo ignoto che collabora con i Templari di Port-au-Prince (oggi capitale delle Haiti). Dopodiché, la sua nave viene inseguita da una numerosa flotta francese: Adé è costretto a scappare nella tempesta che si sta abbattendo sul mare, naufragando a Port-au-Prince.
Risvegliatosi, trova un machete e, con esso, uccide un templare che maltratta una donna nera; quest'ultima gli indica la posizione di un "gentiluomo", al bordello. Pedinandolo, Adéwalé scopre che, in realtà, Bastian Josèph è una donna d'origini africane che cova di ribellarsi ai templari e desidera l'abolizione della schiavitù dei neri nelle Haiti - motivo per il quale decide di collaborare con Adéwalé nella sua missione di liberazione dell'isola dai templari. La donna afferma di conoscere i segni della schiavitù: delle cicatrici che Adé porta sulla pelle, come doloroso ricordo della sua gioventù trascorsa come schiavo nelle piantagioni. Josèph chiede ad Adéwalé di consegnare un messaggio ad Augustin Dieufort: il capo di un gruppo di guerrieri cimarroni (Maroon) che lotta contro gli schiavisti francesi di Port-au-Prince - tramite il suo contatto ad una piantagione vicina. Quando Adéwalé scopre che il nascondiglio è sotto l'attacco di alcuni schiavisti, aiuta i guerrieri nella difesa del covo e si allea con Augustin, appoggiando la causa dei Maroon.
Tuttavia, la città è sotto l'egida del governatore francese, il marchese: Pierre de Fayet, il quale ha messo alle strette la popolazione nativa d'etnia negroide. La stessa città è, infatti, piena di schiavi - i quali vengono regolarmente puniti, banditi all'asta o scortati nelle piantagioni per lavorare, tenuti a bada con la frusta ed altri metodi violenti e disumani. La tremenda condizione a cui gli schiavi sono sottoposti risveglia la rabbia di Adéwalé (proprio perché anch'egli è nato schiavo), il quale, alla fine, aiuta i Maroon a sconfiggere gli schiavisti francesi nei Caraibi. L'Assassino scopre che i Templari si nascondono dietro la figura degli schiavisti francesi e che sono comandati da Fayet. Così, approfitta di una sosta del marchese ad una piantagione e, grazie al nuovo equipaggiamento procuratogli da Josèph (che comprende i petardi), riesce ad uccidere il Templare, liberando le Haiti e la Repubblica Dominicana dal dominio dei Templari e degli schiavisti, aiutando i Maroon a trionfare su ogni minaccia alla loro dignità in quanto esseri umani - e gli Assassini a trionfare.

#### Modalità di gioco
Le modalità di gioco del titolo sono pressoché identiche a quelle del precedente capitolo. Tuttavia, si potranno notare delle differenze, più o meno sostanziali, per quanto riguarda l'equipaggiamento del protagonista, l'utilizzo di armi tattiche innovative (come i petardi, utilizzati per stordire momentaneamente - oppure attirare - il nemico) ed armi da mischia (come il machete ed una versione piratesca del fucile a pallettoni, mai utilizzati in nessun altro capitolo della serie).
Come la maggior parte degli altri capitoli della serie, il gioco è un open world nel quale è possibile esplorare l'attuale capitale delle Haiti: Port-au-Prince - a differenza del precedente capitolo, il quale è ambientato in tutta la regione dei Caraibi e a Principe, in Africa.

#### Accoglienza
| Testata        | Versione                    | Giudizio |
| -------------- | --------------------------- | -------- |
| Everyeye.it    | PS4, PS3, X360, XONE        | 6,8/10   |
| Multiplayer.it | PS3                         | 7.2      |
| SpazioGames    | PS4, PS3, XONE, X360        | 7.5      |
| Eurogamer      | PS4, PS3, X360, XONE, WII U | 7/10     |

Il gioco è stato accolto in maniera relativamente positiva.
Multiplayer.it lo ha definito nel seguente modo:
Inoltre, il gioco è stato candidato per Writers Guild of America Award alla miglior sceneggiatura per un videogame.

### Aveline
Nel 2013 la Ubisoft ha inserito al prezzo di pochi euro la possibilità di sbloccare tre missioni speciali da svolgere con l'assassina Aveline de Grandpré, protagonista di Assassin's Creed III: Liberation. Nella prima missione si dovranno uccidere tutti i soldati di un accampamento nigeriano per salvare una schiava, con la quale nella seconda missione bruceremo delle mappe nemiche. Nella terza missione Aveline ucciderà il cosiddetto "Dottore", capo della banda nemica. Per finire l'intera mini-storia di Aveline ci vorranno circa un'ora di gioco.

## Curiosità
Nel novembre del 2013 la Ubisoft ha finanziato l'esumazione dei resti del corsaro spagnolo Amaro Pargo per ricostruire il suo volto per la sua possibile comparsa in Assassin's Creed IV: Black Flag. Per la prima volta nella storia, una società nel settore dei videogiochi ha esumato i resti di un personaggio storico in una campagna pionieristica che ha ricevuto l'attenzione dei media nazionali e internazionali. Inoltre, questa esumazione ha portato a importanti scoperte sulla fisionomia di questo mitico corsaro.

## Controversie
La PETA (acronimo di The People for the Ethical Treatment of Animals), un'organizzazione per i diritti degli animali, ha criticato Assassin's Creed IV: Black Flag per l'uso degli arpioni e per aver glorificato la caccia alle balene. L'organizzazione ha detto, inoltre, che è vergognoso che l'industria dei videogiochi non abbia condannato la cosa. Ubisoft ha risposto alle affermazioni dicendo che la saga di Assassin's Creed è basata sulla storia ed è un "lavoro di finzione che descrive eventi reali durante l'età dell'oro dei pirati". Ubisoft ha aggiunto anche di non perdonare la caccia alle balene, così come altre meccaniche e caratteristiche della serie.

## Sequel
A dicembre 2013 viene rilasciato quella che, inizialmente, era una semplice espansione, il contenuto scaricabile: Assassin's Creed IV: Black Flag - Freedom Cry - ma che, successivamente, fu evoluto in un gioco autonomo e a sé stante - che vede come protagonista l'ex quartiermastro di Kenway, ora diventato un Assassino.
L'11 novembre 2014 sono stati pubblicati due nuovi giochi della saga principale: Assassin's Creed: Unity, ambientato a Parigi durante la Rivoluzione francese e Assassin's Creed: Rogue, le cui vicende si svolgono durante la guerra dei sette anni.